# Previero
La Previero N. SRL è un'azienda italiana fondata nel 1922 a Como da Natale Previero, dal 1974 opera in partnership con Sorema.  L'azienda ha la sua sede principale ad Anzano del Parco, in provincia di Como, e nel 2015 ha acquistato una partecipazione rilevante nella società statunitense Perpetual Recycling Solutions .
L'azienda si occupa principalmente della costruzione di macchinari e impianti per il riciclo di materie plastiche e ha costruito negli anni più di 380 impianti in oltre 100 paesi, tra cui il 70% degli impianti italiani per il riciclaggio del PET.
Previero N. SRL detiene numerosi brevetti per lo sviluppo di nuovi processi di riciclaggio: una delle innovazioni riguarda la pulizia di polimeri con elevati livelli di contaminazione, utilizzando acqua calda e additivi chimici.